# Kiwada
Kiwada (Kiwa hirsuta) är ett kräftdjur som lever på 2 300 meters djup i Stilla havet. Djuret är vitt till färgen och blint som ett resultat av att det lever i ständigt mörker. Kiwadan är cirka 15 centimeter lång och påminner till utseendet något om en hummer, men den är delvis hårig. Namnet kiwada har den fått efter havsguden Kiwa i den polynesiska mytologin.

## Källhänvisningar
1. ↑  Bisby F.A., Roskov Y.R., Orrell T.M., Nicolson D., Paglinawan L.E., Bailly N., Kirk P.M., Bourgoin T., Baillargeon G., Ouvrard D. (red.) (26 februari 2011). ”Species 2000 & ITIS Catalogue of Life: 2011 Annual Checklist.”. Species 2000: Reading, UK. http://www.catalogueoflife.org/annual-checklist/2011/search/all/key/kiwa+hirsuta/match/1. Läst 24 september 2012.